# ألبرتو كاستاغنيتي
ألبرتو كاستاغنيتي (بالإيطالية: Alberto Castagnetti)‏ (3 فبراير 1943 – 12 أكتوبر 2009) هو سبّاح إيطالي راحل، مثّل بلاده في الألعاب الأولمبية الصيفية 1972.

## روابط خارجية
ألبرتو كاستاغنيتي على موقع الاتحاد الدولي للسباحة (الإنجليزية)
- ألبرتو كاستاغنيتي على موقع قاعة مشاهير السباحة العالمية (الإنجليزية)
- ألبرتو كاستاغنيتي على موقع أوليمبيديا (الإنجليزية)